# Ardagh-skatten
Ardagh-skatten, der er bedst kendt for Ardagh-kalken er et depotfund bestående af metalarbejde, der stammer fra 700- og 800-tallet. Fundet blev gjort i 1868 af to unge drenge fra lokalområdet ved navn Jim Quin og Paddy Flanagan, og det er nu udstillet på National Museum of Ireland i Dublin. Det består af kalken i sølv, en meget simplere kop eller kalk i kobber og fire brocher eller dragtspænder; tre fint dekorererede pseudo halvbrocher af tidsel-typen og én keltisk broche af tidsel-typen, som er den yngste genstand i fundet, og den indikerer at det kan være nedlagt omkring år 900.
Kalken bliver sammen med Book of Kells fremhævet som nogle af de fineste eksempler på insulær kunst, og i særdeleshed keltisk kunst generelt, og forskere er nogenlunde enige om, at den er fremstillet i 700-tallet. De fornemme brocher, der grundlæggende er de samme typer, som lægfolk har båret, er sandsynligvis blevet båret af gejstlige til at fastgøre deres kirkeklæder i perioden.